# Estadi Municipal Joan Serrahima
L'Estadi Municipal Joan Serrahima és un estadi polivalent inaugurat el 1969, especialitzat en l'atletisme i dedicat a l'esportista olímpic català Joan Serrahima. Està situat a la muntanya de Montjuïc a Barcelona, i molt a prop del barri del Polvorí. On avui dia hi ha l'estadi, antigament s'hi trobava la pedrera de Safont, on s'extreia roques per a la construcció d'edificis de Barcelona.
L'estadi va ser inaugurat el 1969 i remodelat el 1983. La seva inauguració es va ajornar, ja que la tribuna es va enfonsar provocant la mort de dos obrers.
Actualment l'estadi és gestionat per l'Agrupació Atlètica Catalunya i hi té la seu l'Escola Municipal d'Atletisme, és utilitzat per gran quantitat d'atletes i per diverses escoles.

## Espais esportius i instal·lacions
- Pista d'atletisme de 8 carrils (400m)
- Zona de llançament
- Camp de gespa polivalent (futbol o rugbi)
- Zona de salt
- Serveis mèdics
- Quiosc-bar

## Com arribar-hi

### Bus diürn TMB
- Línia 13
- Línia 150
- Línia 23

### Metro TMB[3]
- L3: Espanya